# Wallophis brachyura
Genre
Espèce
Synonymes
- Zamenis brachyurus Günther, 1866
- Coronella brachyura (Günther, 1866)

Statut de conservation UICN

 LC  : Préoccupation mineure
Wallophis brachyura (anciennement Coronella brachyura) est une espèce de serpents de la famille des Colubridae, de la sous-famille des Colubrinae et du genre monotypique Wallophis.

## Répartition
Cette espèce est endémique d'Inde. Elle se rencontre dans les États de Gujarat, Madhya Pradesh et Maharashtra.

## Description
Wallophis brachyura mesure jusqu'à 60 cm pour les mâles et 50 cm pour les femelles. Son dos est brun-vert et son ventre blanc.

## Classification
Cette espèce a longtemps été classée dans le genre Coronella en compagnie des deux espèces européennes de ce genre. Mais elle en est assez éloignée. Le genre Wallophis créé par Franz Werner en 1929 a donc été revalidé en 2017 pour cette seule espèce. Wallaceophis gujaratensis, espèce décrite en 2016 et constituant un autre genre monotypique, est l'espèce la plus apparentée à Wallophis brachyura. Le genre Rhynchocalamus est ensuite le plus apparenté suivi par Lytorhynchus, puis vient le groupe formé par les genres Platyceps, Hemorrhois, Spalerosophis, Hemerophis, Dolichophis, Hierophis, Eirenis, Bamanophis et Macroprotodon. Ces genres ont une répartition centrée sur le Paléarctique occidental mais ne sont pas apparentés à Coronella,.

## Publication originale
- Günther, 1866 : Fifth account of new species of snakes in the collection of the British Museum. Annals and Magazine of Natural History, ser. 3, vol. 18, p. 24-29 (texte intégral).